# بلوغ (إسلام)
البلوغ في الشرع الإسلامي هو الوصول إلى حد التكليف بالأحكام الشرعية، بأحد العلامات أو بلوغ مرحلة معينة من العمر.
في دين الإسلام، يكون بلوغ المرء بداية للكثير من الأحكام التكليفية لأن البالغ يصير متصرفا ومسؤولا عن أفعاله، فمن هذه الأحكام:
1. وجوب الفرائض الشرعية كالصلاة والصوم والحج.
2. إقامة الحدود والقصاص.
3. النكاح.

## تعريف البلوغ
البلوغ في الإسلام هو المرحلة التي ينتقل فيها الإنسان من الطفولة إلى النضج الجنسي والعقلي، ويصبح مكلفاً بتنفيذ الأحكام الشرعية. يُعتبر البلوغ من أهم مراحل حياة الفرد، حيث يبدأ الشخص في تحمل المسؤوليات الدينية والشرعية.
قال المأزري: ‌البلوغ ‌هو قوّة تحدث في الصبي يخرج بها عن حالة الطفولية إلى حالة الرجولية، وتلك القوة لا يكاد يعْرفها أحد، فجعل الشارع لها علامات يُسْتَدَلُّ بها على حصولها.

## العلامات الدالة على البلوغ
علامات البلوغ هي: الأمارات الدالة على الوصول إلى حد التكليف بالأحكام الشرعية. ويحصل البلوغ بوجود هذه العلامات، أو معظمها، وبمعنى أوضح: وصول الصغير سن التكليف، الذي يكون فيه ظهور علامات أخرى.
1. الاحتلام.
2. الحيض في الأنثى.[3]
3. ظهور شعر العانة.[4]
4. غلظ الصوت.

وعند الشافعية بأحد العلامات الثلاث وهي:
1. الاحتلام لتسع سنين.
2. الحيض في الأنثى في سن إمكانه وهو تسع سنين.
3. تمام خمسة عشر سنة قمرية تحديداً.

## أهمية البلوغ وأثره في الشريعة الإسلامية
البلوغ هو المرحلة التي يصبح فيها الفرد مكلفاً بأداء الفرائض والواجبات الشرعية مثل الصلاة والصوم والزكاة، كما تترتب عليه الأحكام المتعلقة بالتكليف والمسؤولية الجنائية. لذلك يُعَد البلوغ نقطة تحول مهمة في حياة المسلم، حيث يدخل عالم التكليف الشرعي، ولزوم الأحكام من حدود وغيرها على الجنسين، وقد نقل الإجماع على هذا، كما نفي الخلاف فيه.
1. من نقل الإجماع ونفى الخلاف: قال ابن المنذر: وأجمعوا على أن الفرائض والأحكام تجب على المسلم البالغ[5]؛ وقال القرطبي: أما الحيض والحبل فلم يختلف العلماء في أنه بلوغ، وأن الفرائض والأحكام تجب بهما[6]؛ وقال ابن حجر: أجمع العلماء على أن الاحتلام في الرجال والنساء يلزم به العبادات والحدود وسائر الأحكام.[7]
2. الموافقون على الإجماع ونفي الخلاف: وافق جمهور فقهاء الأمصار وأتباعهم من الحنفية[8]، والمالكية[9]، والشافعية[10]، والحنابلة[11]، والظاهرية[12]، على الإجماع على أن أثر البلوغ وجوبُ الأحكام والفرائض على من بلغ.
3. مستند الإجماع ونفي الخلاف: قوله تعالى:﴿وَابْتَلُوا الْيَتَامَى حَتَّى إِذَا بَلَغُوا النِّكَاحَ﴾، وقوله تعالى:﴿وَإِذَا بَلَغَ الْأَطْفَالُ مِنْكُمُ الْحُلُمَ فَلْيَسْتَأْذِنُوا كَمَا اسْتَأْذَنَ الَّذِينَ مِنْ قَبْلِهِمْ﴾، وقوله تعالى:﴿حَتَّى يَبْلُغَ أَشُدَّهُ﴾.
4. قال ابن تيمية في معرض الاستدلال بهذه الآيات: اللَّه إنما علق الأحكام ببلوغ الحلم بقوله تعالى:﴿وَابْتَلُوا الْيَتَامَى﴾، ثم ساق الآيات الثلاث.[13]، ما روى ابن عمر أن رسول الله عرضه يوم أحد وهو ابن أربع عشرة سنة فلم يجزني، ثم عرضني يوم الخندق وأنا ابن خمس عشرة فأجازني.[14] قال نافع: فقدمت على عمر بن عبد العزيز وهو خليفة فحدثته هذا الحديث فقال: إن هذا لحدٌّ بين الصغير والكبير، وكتب إلى عماله أن يفرضوا لمن بلغ خمس عشرة.[15] قال ابن حجر في معرض الاستدلال بهذا الحديث: واستدل بقصة ابن عمر هذه على أن من استكمل خمس عشرة سنة أجريت عليه أحكام البالغين، فيكلف بالعبادات وإقامة الحدود، ويستحق سهم الغنيمة، ويُقتل إن كان حربيًا، ويفك عنه الحجر إن أونس رشده.[15] قوله عليه السلام: رُفِعَ ‌الْقَلَمُ ‌عَنْ ‌ثَلَاثٍ: عَنِ النَّائِمِ حَتَّى يَسْتَيْقِظَ، وَعَنِ الصَّبِيِّ حَتَّى يَحْتَلِمَ، وَعَنِ الْمَجْنُونِ حَتَّى يَعْقِلَ.[16] قال ابن حزم: "وقد صح عن رسول الله أن القلم مرفوع عن الصبي حتى يبلغ؛ فصح أنه غير مخاطب[12]؛ وقال القرافي عقب هذا الحديث: فجعل الحُلُم مناط الأحكام.[17]
5. الخلاف في المسألة: لم يخالف أحد في وجوب الأحكام والفرائض بالبلوغ.

والخلاصة: انعقاد الإجماع وتحقق نفي الخلاف في أن أثرَ البلوغ هو وجوبُ الأحكام والفرائض على من بلغ.